# Neil Turok

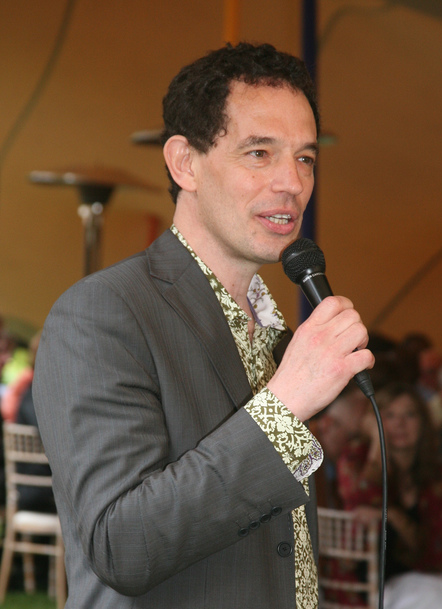
Neil Turok

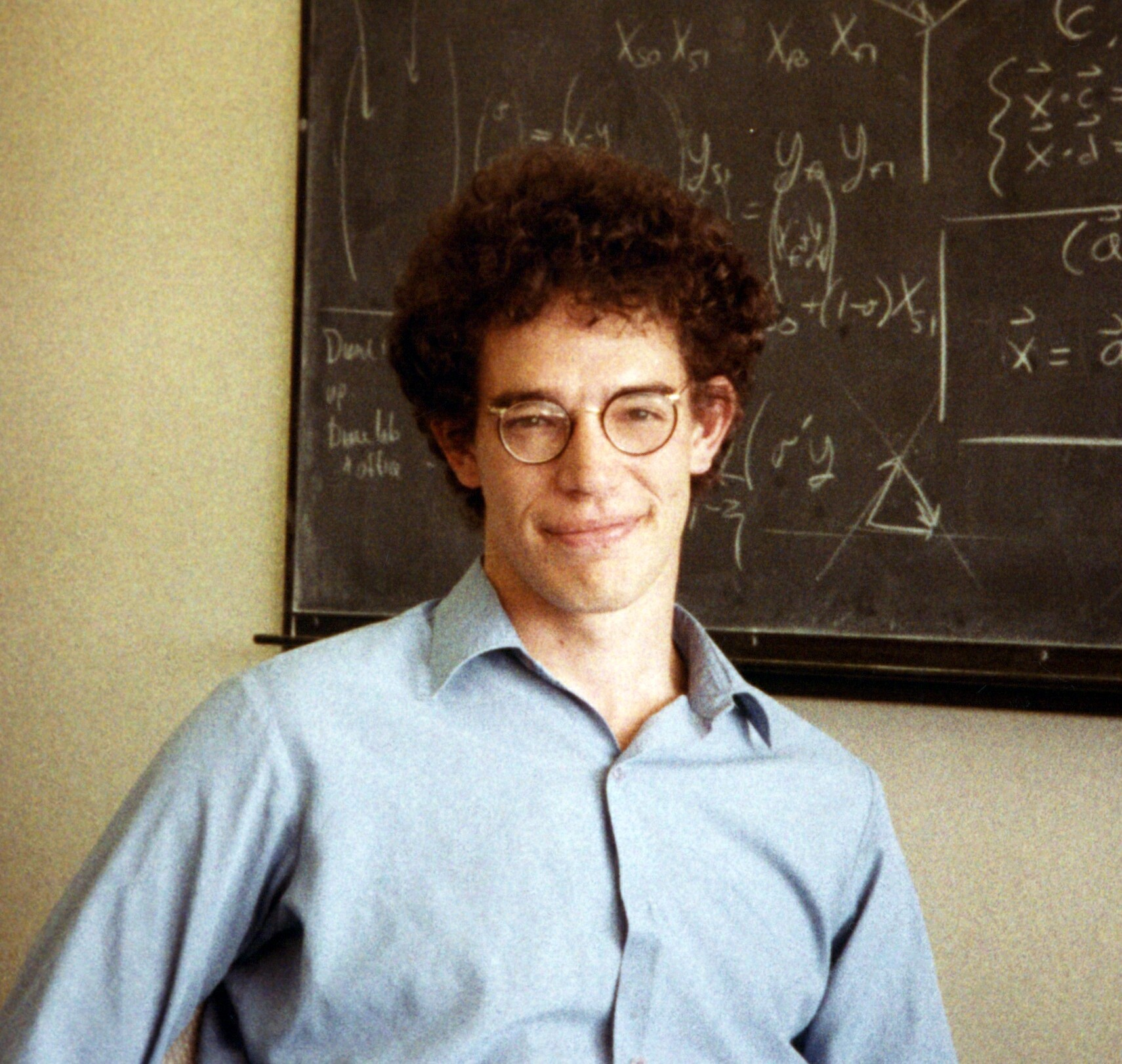
Neil Turok (1990)

Neil Geoffrey Turok (* 16. November 1958 in Johannesburg) ist ein südafrikanischer theoretischer Physiker und Astrophysiker.

## Leben
Turoks Eltern waren Anti-Apartheid-Aktivisten. Turok studierte am Churchill College der Universität Cambridge und wurde am Imperial College in London bei David Olive mit der Arbeit Strings and solitons in gauge theories promoviert. Danach war er an der University of California, Santa Barbara und am Fermilab bei Chicago. 1994 wurde er Professor an der Princeton University. 1989 erhielt er von der Alfred P. Sloan Foundation ein Forschungsstipendium (Sloan Research Fellowship). Ab 1997 war er Professor für mathematische Physik in Cambridge (England). 2008 wurde er Executive Director des Perimeter Institute for Theoretical Physics in Ontario (Kanada).
Turok beschäftigte sich vor allem mit Kosmologie, wo er u. a. 1996 mit Robert Crittenden bei Existenz einer großen kosmologischen Konstante Korrelationen in der kosmischen Hintergrundstrahlung (CMB) vorhersagte, was durch WMAP-Präzisions-Messungen der Anisotropien des CMB 2005 bestätigt wurde.
Turok wurde in den 1980er Jahren durch Vermutungen bekannt, dass topologische Defekte (wie kosmische Strings), sogenannte Texturen, als Erklärung für die Galaxienentstehung herhalten könnten. Das wurde aber zunächst 1997 durch ihn und Mitarbeiter selbst aus den COBE-Beobachtungen widerlegt. 2007 wurde diese Möglichkeit jedoch durch die Entdeckung des CMB Cold Spot (einer Region von etwa 5 Grad räumlicher Ausdehnung – groß im Vergleich zu den typischen Fluktuationen von 1 Grad –  und etwa 70 Mikrokelvin kälter als die mittlere CMB-Temperatur) in den WMAP-Daten neu belebt. Es kommen dafür aber auch andere Erklärungen in Frage.
Turok ist einer der Urheber der Theorie der offenen Inflation, in der ein inflationäres, offenes Universum im Inneren von „Blasen“ aus dem Zerfall eines „falschen“ (metastabilen) Vakuums entsteht. Auf Vorschlag von Stephen Hawking untersuchte er 1998 die Entstehung offener inflationärer Universen auch in der „No-Boundary“-Beschreibung der Quantenkosmologie von James Hartle und Hawking, was zur Einführung der Hawking-Turok-Instanton-Lösungen (Tunneleffekt-Lösungen) führte, die die Geburt von inflationären offenen Universen beschreiben können, ohne die Hypothese eines falschen Vakuums. Mit Paul Steinhardt entwickelte er später die Theorie zyklischer Universen aus einer Kollision von Branes in erweiterten Stringtheorien (Ekpyrotisches Universum). Innerhalb dieses Modells lässt sich nach Turok und Steinhardt auch die Entwicklung einer sehr kleinen kosmologischen Konstante verstehen.
2003 gründete er das African Institute for Mathematical Sciences (AIMS) in Muizenberg, das Doktoranden in Mathematik und theoretischer Physik aus ganz Afrika ausbilden soll. 2008 erhielt er den TED-Preis. 2014 wurde er zum Mitglied der Royal Society of Canada gewählt.

## Schriften
- Steinhardt, Turok: Endless Universe – Beyond the Big Bang, Random House 2007 (populärwissenschaftliches Buch über ihre Theorie eines zyklischen Universums)
- Turok, Steinhardt: Beyond inflation – a cyclic universe scenario, Nobel Symposium 2003
- Turok, Steinhardt: The cyclic universe – an informal introduction, 2002
- Crittenden, Turok (Herausgeber): Structure Formation in the Universe, NATO Science Series C, Band 565, 2001